# Doçaria conventual

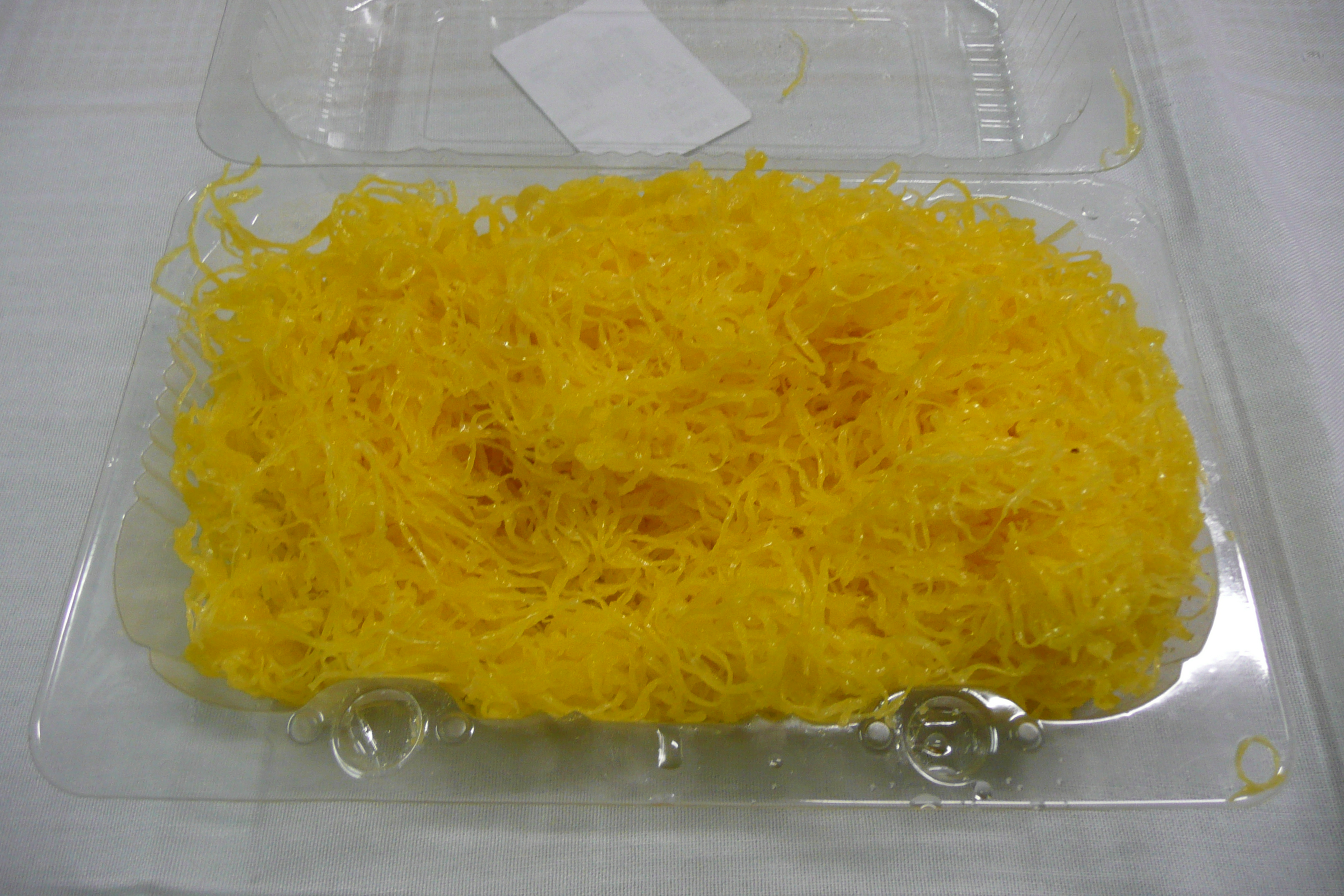
Os fios de ovos também conhecidos como "Palha de Abrantes", são confeccionados apenas com gemas e uma técnica de cozedura em calda de açúcar

A doçaria conventual portuguesa como o nome indica tem origem nos conventos e mosteiros de Portugal. Este é caracterizado por na sua maioria os doces serem compostos por grandes quantidades de açúcar, gemas de ovos e amêndoa (ou outros frutos secos).
Outra das caracteristicas é a diversidade e originalidade das receitas, criando diversas técnicas originais com os mesmos ingredientes, alguns exemplo de doces conventuais: pastel de Santa Clara, pastel de Belém, papo de anjo, leite-creme, barriga-de-freira, brisas do liz, fios de ovos, arroz-doce ou toucinho do céu.

## Origem da Doçaria Conventual
Os conventos e mosteiros em Portugal sempre produziram diversos pratos e claro doces desde a sua criação, muitos desses doces eram baseados em mel e frutos secos, no entanto a partir do séc XV com a introdução e notoriedade do açúcar primeiro através do Brasil e depois na produção de cana de açúcar na Ilha da Madeira isso criou a disponibilidade de um ingrediente novo e barato.
Aliado a produção ampla de ovos (entre os séculos XVIII e XIX, Portugal era o maior produtor de ovos da Europa) onde os conventos e mosteiros através das suas propriedades agrícolas tinham uma grande disponibilidade.
Os ovos em si muitas vezes não era exportados inteiros e só eram exportadas as claras como elemento para a produção do vinho (purificando e clarificando, as claras vão agregar com os sedimentos do vinho e levar estes ao fundo onde podem ser retirados) e como base para engomar roupas de nobres e clérigos, logo criando um excedente de gemas de ovos que eram consumidos, usados como ração para animais ou até deitados fora.
Aliado a disponibilidade de tempo, recursos e ingredientes as freiras e frades aprimoraram receitas para fazer uso destes ingredientes criando uma variedade enorme de doces ricos em açúcar, gemas e frutos secos ou da época.
A partir de meados do séc XVIII quando se começou o processo de extinção das ordens religiosas criou-se a necessidades dos conventos e mosteiros de angariar dinheiro para o seu sustento, parte dessa necessidade foi saciada através da venda dos doces e da transmissão dessas receitas, tornando-se muitos destes doces típicos de uma região e por vezes até parte da doçaria de Portugal.

## Selecção de doces conventuais por região

### Minho

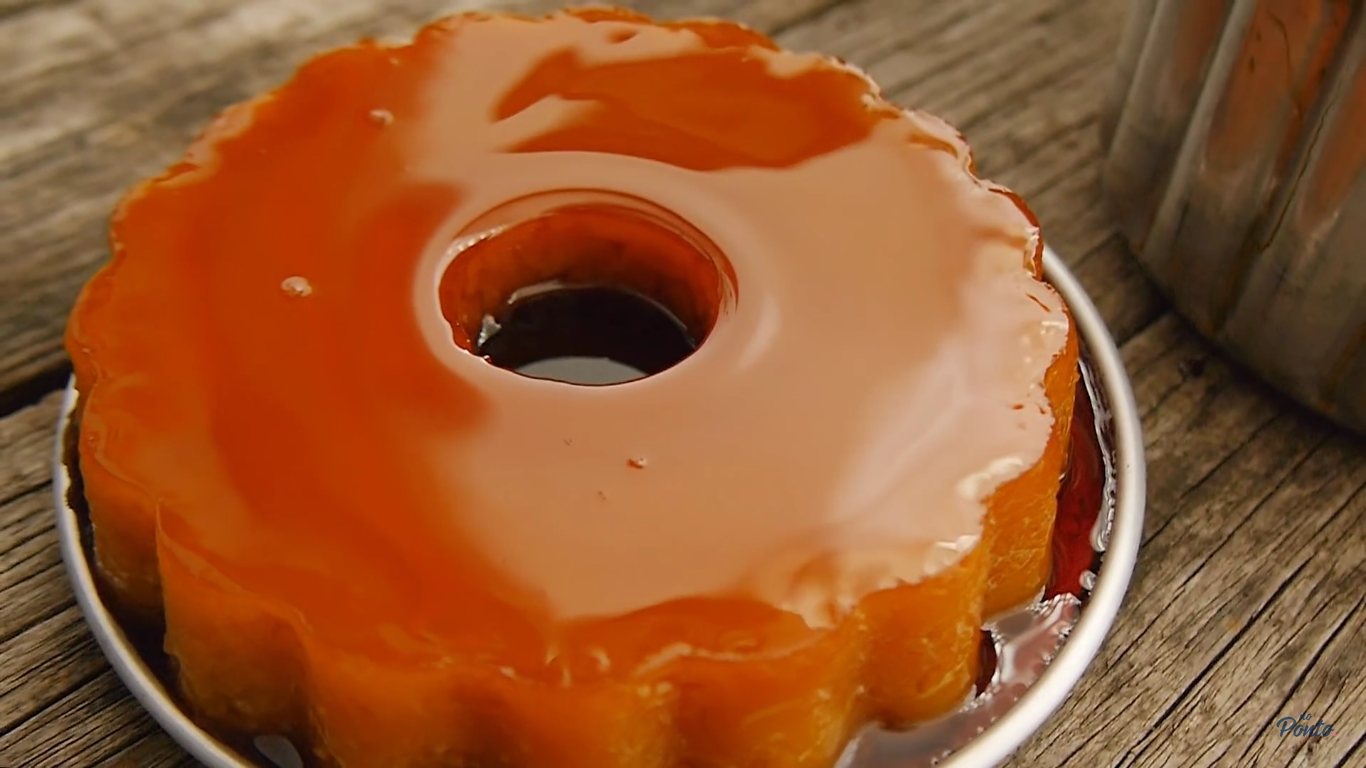
Pudim abade de Priscos

- Charutos de Ovos
- Meias Luas
- Papas doces de carolo
- Fidalguinhos
- Fataunços
- Pasteis de São Francisco
- Bolachas do Bom Jesus
- Suspiros de Braga
- Clarinhas de Fão
- Barrigas-de-Freira
- Viúvas
- Fartens
- Pudim Abade de Priscos
- Toucinho do Céu
- Maçapães
- Broinhas de Amêndoa
- Fatias de Braga
- Ovos Celestes
- Doce Fino

### Douro Litoral

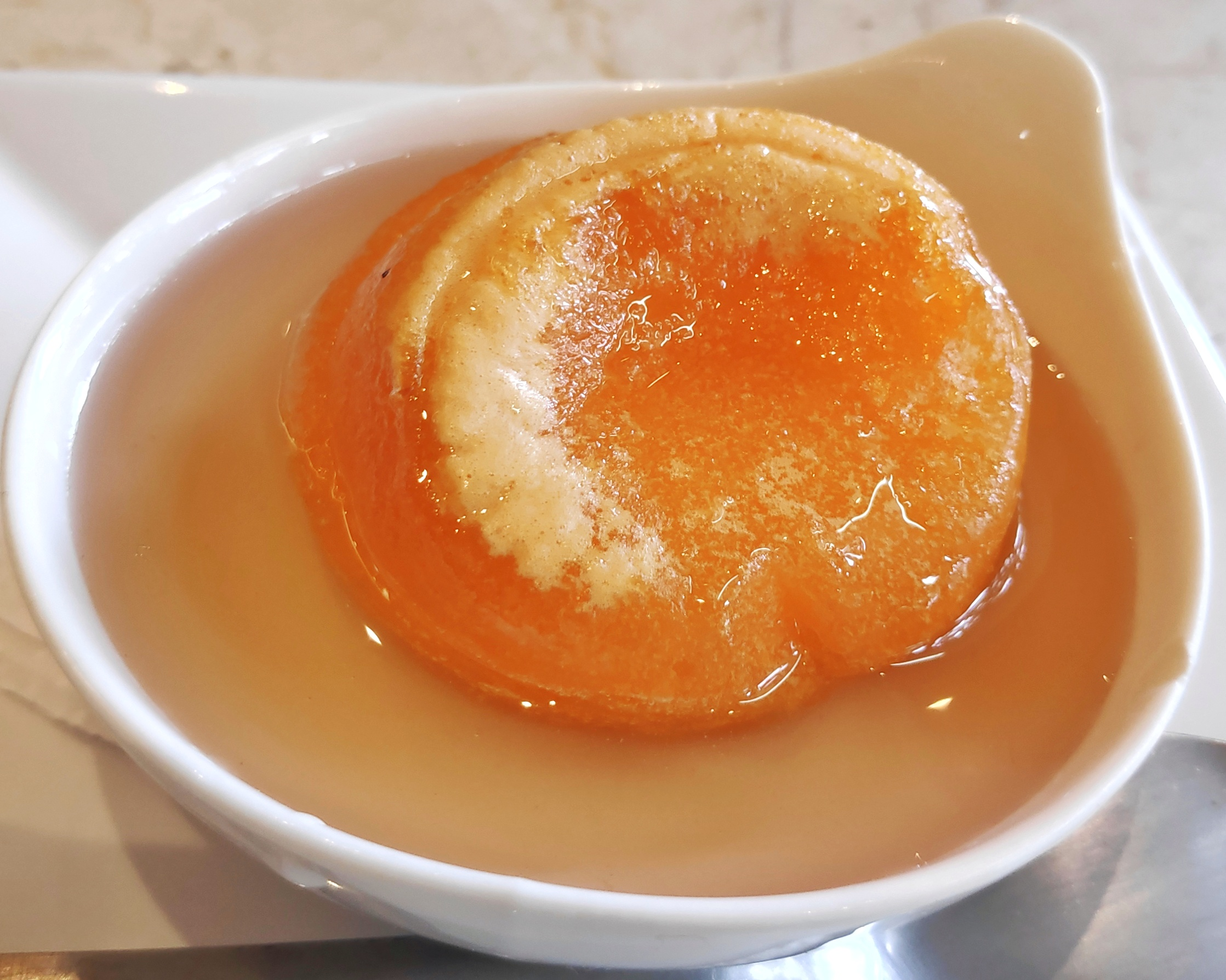
Papo de anjo

- Sapatetas
- Perronilhas
- Lérias de Amarante
- Tabafe
- Pescoços de freira
- Cavacas de Santa Clara
- Amarantinos
- Pão podre
- Foguetes de Amarante
- Fatias do Freixo
- S. Gonçalos
- Brisas do Tâmega
- Papos de Anjo

### Trás-os-Montes e Alto Douro

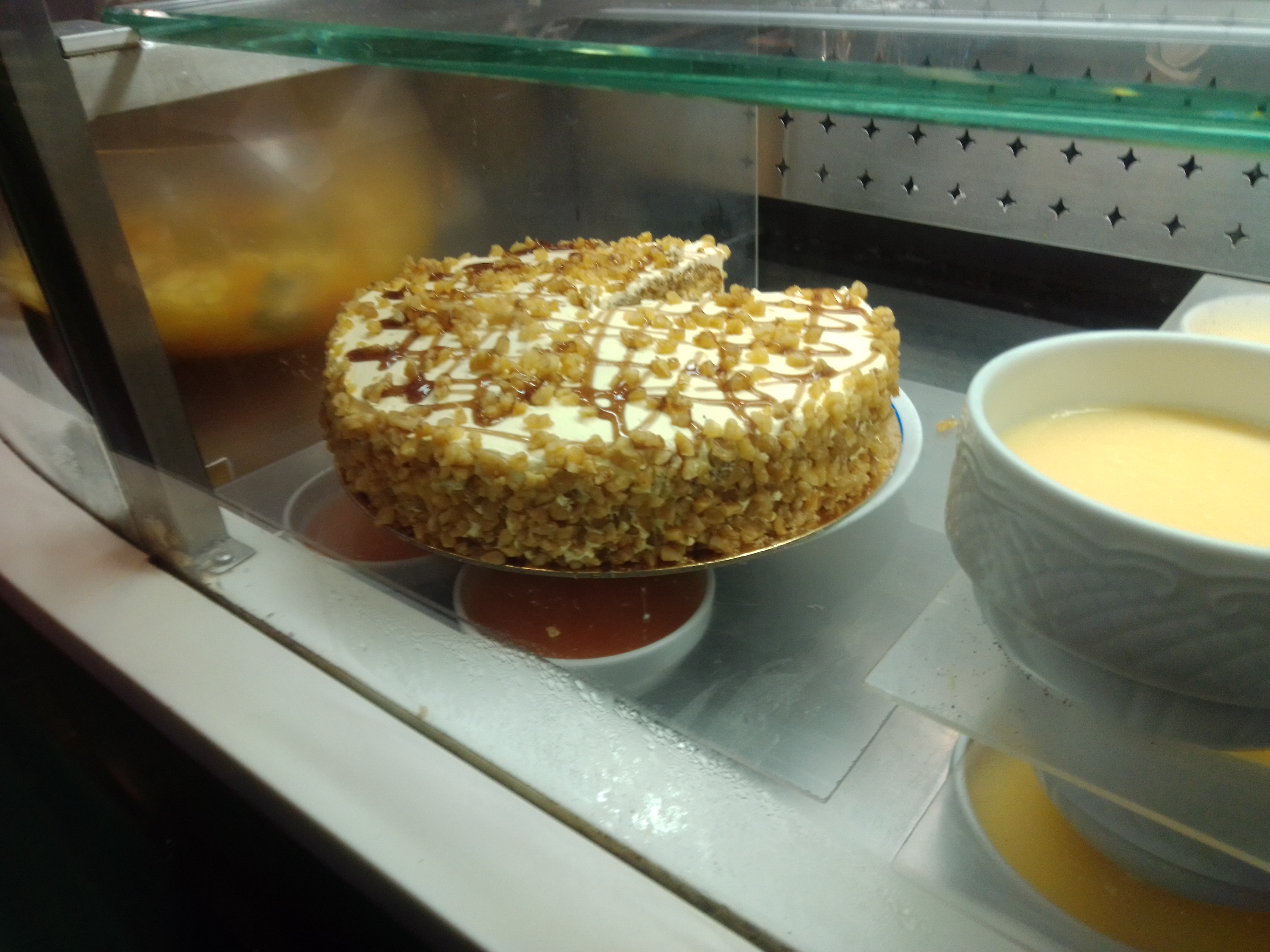
Bolo de noz

- Bola-doce de Miranda do Douro
- Morcelas
- Jerimús
- Madalenas do Convento
- Doce de viúvas
- Bolos de nozes de Bragança
- Sestas
- Pitos de Santa Luzia
- Creme da madre Joaquina
- Velharocos
- Toucinho do Céu
- Queijadas de Chilas

### Beira Litoral
- Pastéis de Lorvão
- Nabada de Semide
- Morcelas de Arouca
- Nevadas de Penacova
- Arrufadas de Coimbra
- Nógado de Semide

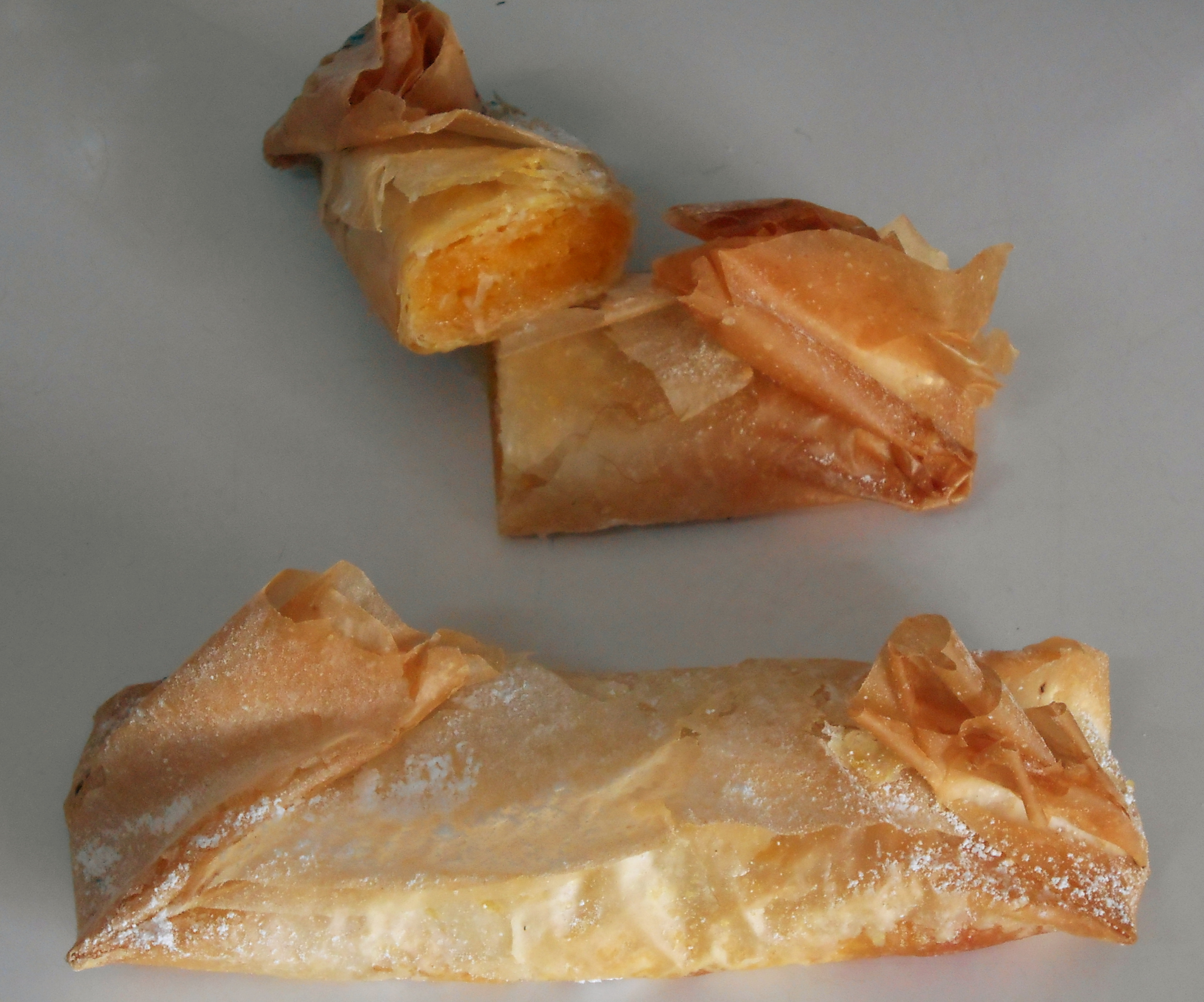
Pastéis de Tentúgal

- Lampreia de ovos das Clarissas de Coimbra
- Melícias
- Trouxas de ovos moles
- Manjar Branco
- Pastéis de Tentúgal

### Beira AltaeBeira Baixa

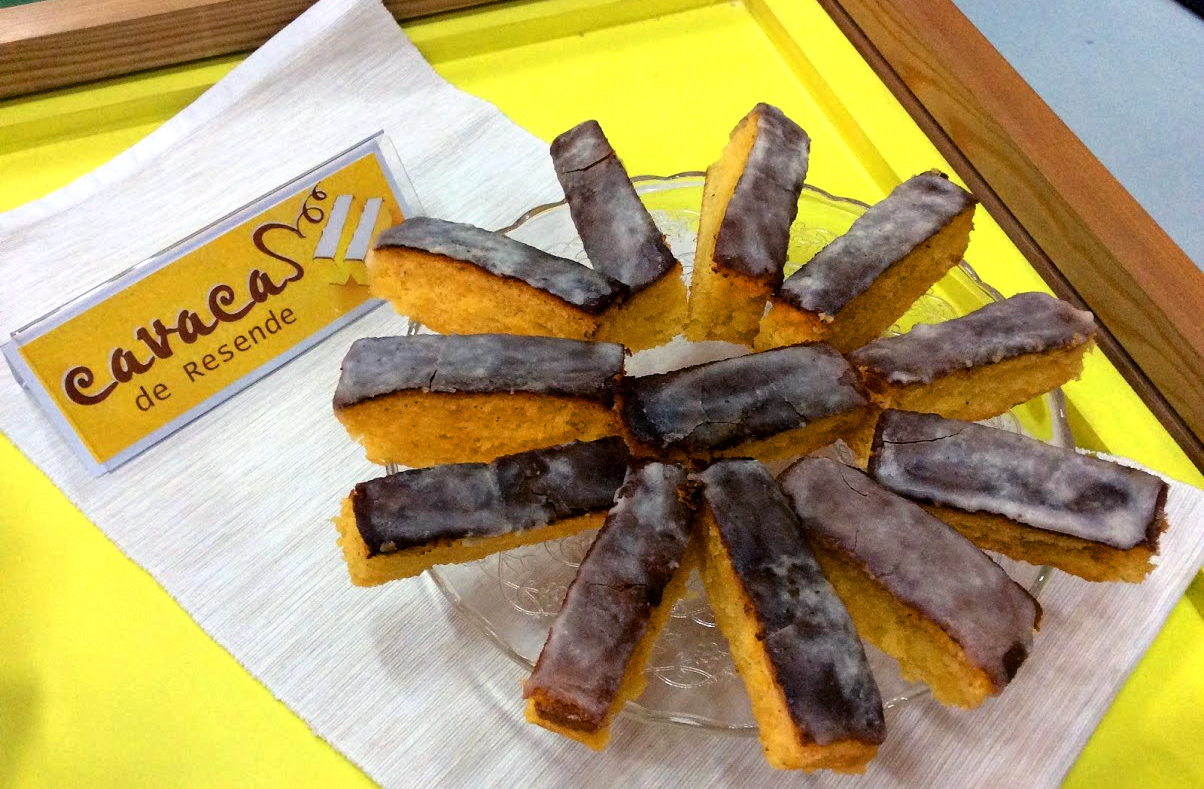
Cavacas

- Cartuchos de Amêndoa de Cernache do Bonjardim
- Lâminas
- Gargantas de Freira, Covilhã
- Grades
- Bolo de São Vicente
- Argolinhas do Loreto
- Taroucos de Salzedas
- Ais
- Esquecidos
- Cavacas de Santa Clara
- Bicas
- Bolo Paraíso
- Bolo São Francisco
- Sardinhas Doces de Trancoso

### Ribatejo

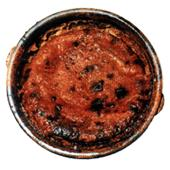
Tigelada

- Sonhos da Esperança
- Sopapo do Convento
- Palha de Abrantes
- Celestes de Santarém
- Fatias de Tomar
- Tigeladas de Abrantes
- Broas das Donas
- Pampilhos

### Estremadura

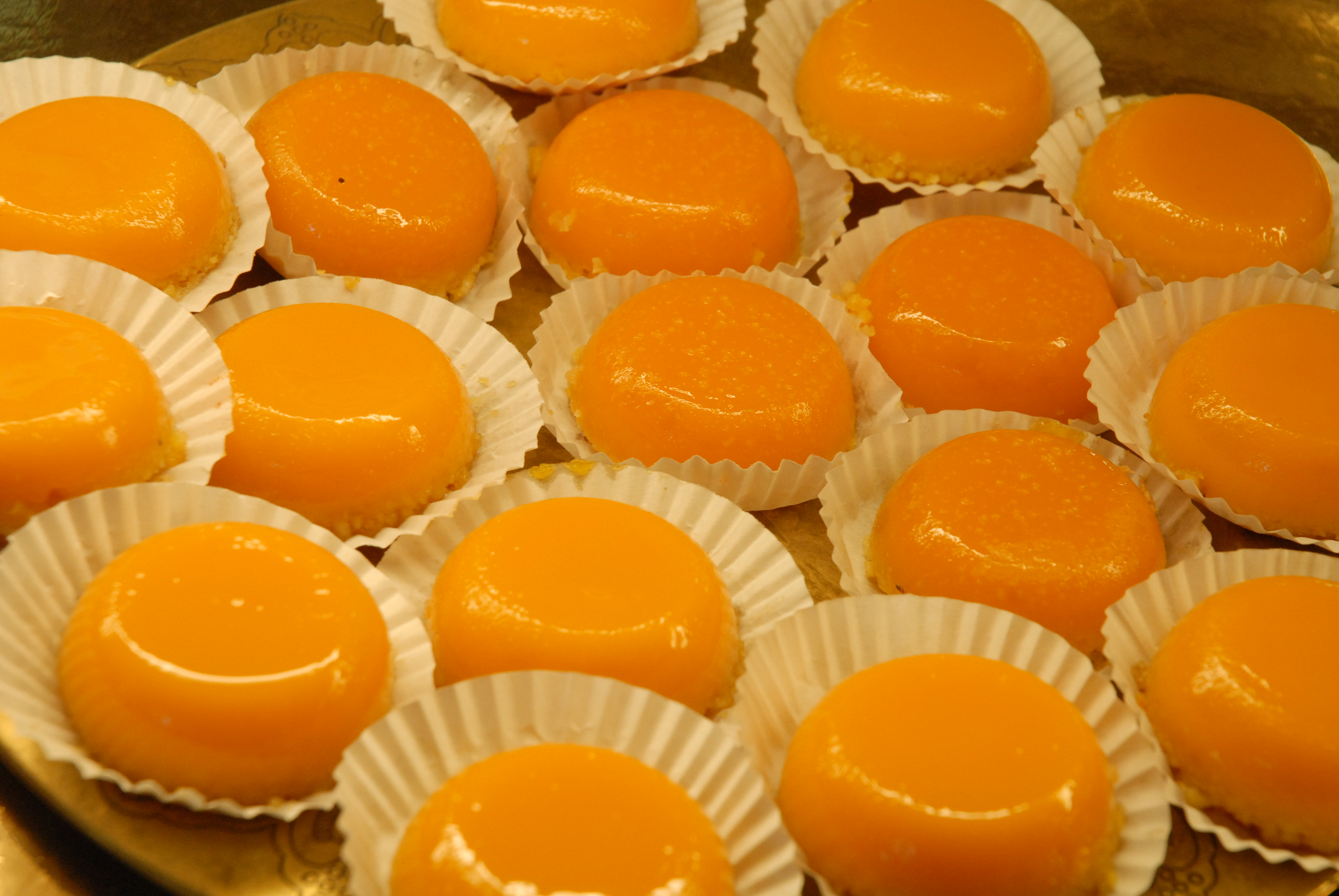
Brisas do Lis

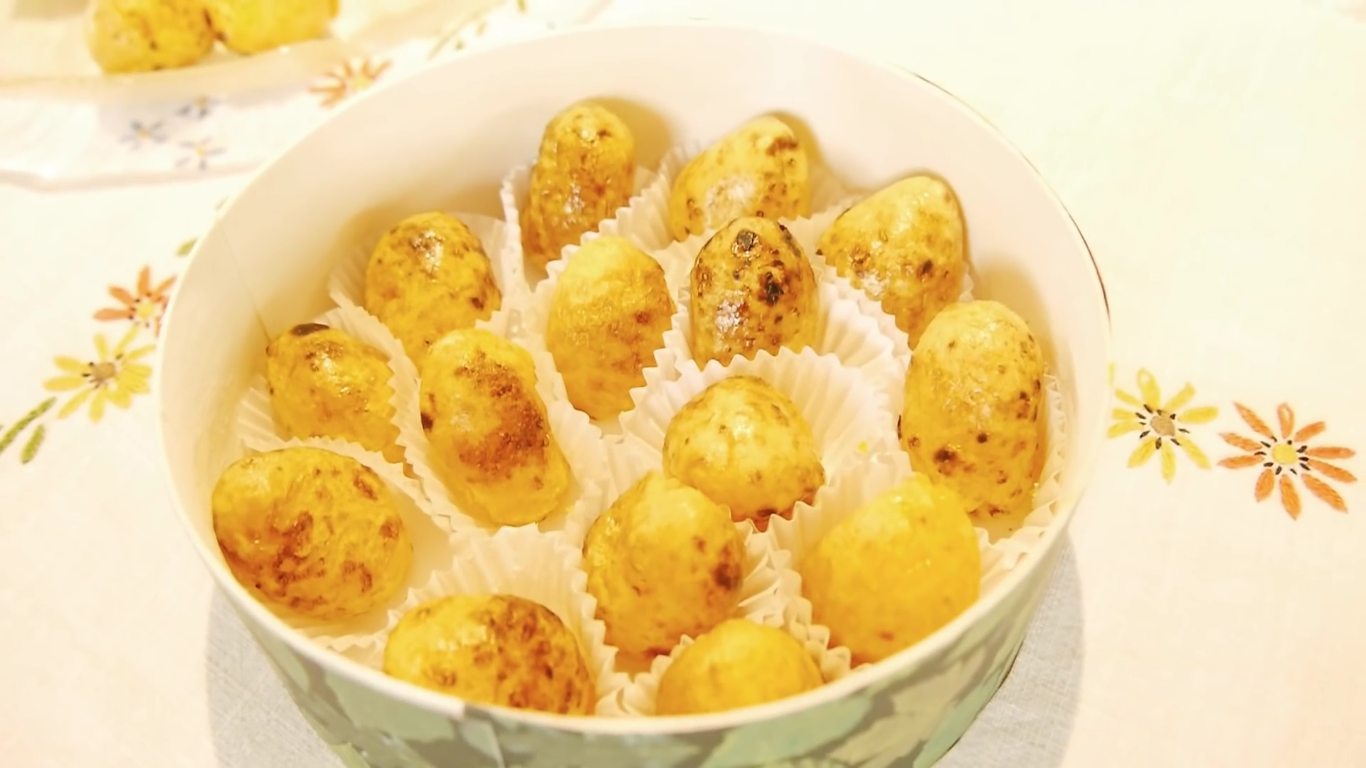
Castanhas de ovos

- Bom bocado
- Pão-de-ló do Mosteiro de Alcobaça
- Argolas
- Travesseiros
- Tibornas
- Bolos de Abóbora

- Delícias de Frei João
- Fitas de Páscoa
- Castanhas de Ovos
- Marmelada Branca de Odivelas
- Toucinho do Céu de Odivelas
- Pão-de-Ló de Alfeizerão
- Nozes de Cascais
- Pastéis de Belém
- Fradinhos (Mafra)
- Brisas do Lis (Leiria)

### Alentejo
- Almendrados
- Biscoitos do Cardeal
- Boleima de Portalegre
- Bolo podre conventual
- Bolo de mel de Santa Helena
- Bolo de chavão
- Bolo Fidalgo
- Bolo Finto
- Bom bocado
- Coalhada do Convento
- Encharcada
- Fartes
- Fatias reais
- Formigos
- Lampreia de Amêndoa de Portalegre
- Orelhas de Abade
- Padinhas
- Presunto Doce
- Queijo Dourado
- Rebuçados de ouro (Portalegre)
- Sopa dourada de Santa Clara

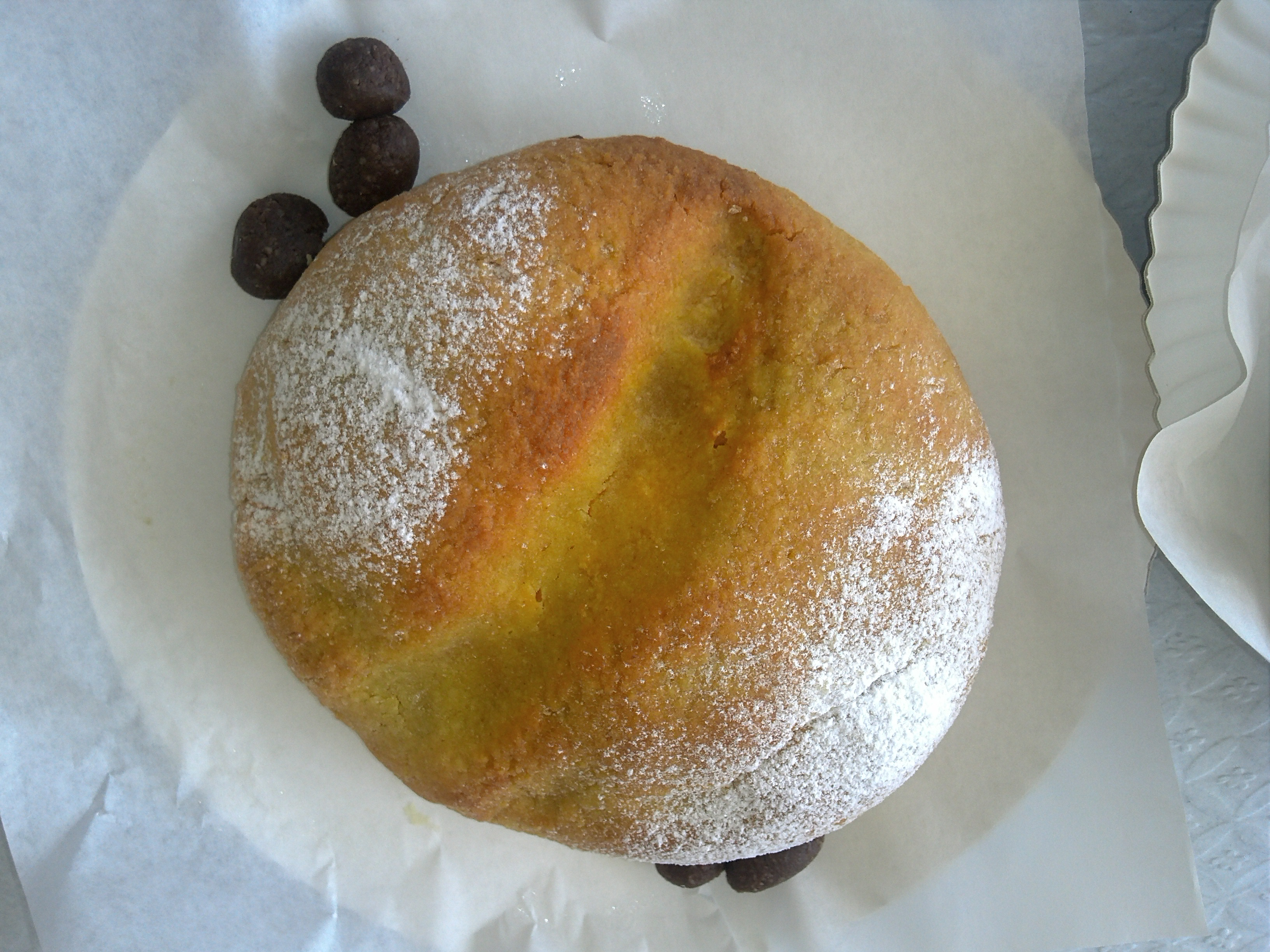
Pão de rala

- Toucinho do Céu de Santa Clara de Portalegre
- Sericaia
- Pão de rala
- Tiborna de Ovos
- Torrão Real de Ovos

### Algarve
- Biscoita
- Bolo de alfarroba
- Bolo de chila e amêndoa
- Bolo de amêndoas e nozes
- Bolo de figo e amêndoa
- Doce fino
- Folar algarvio

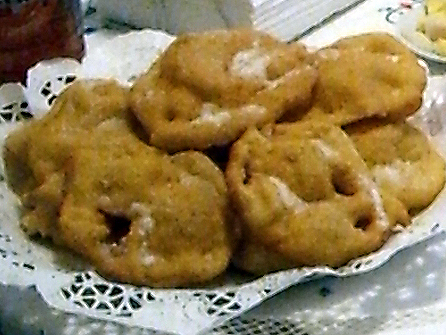
Filhós

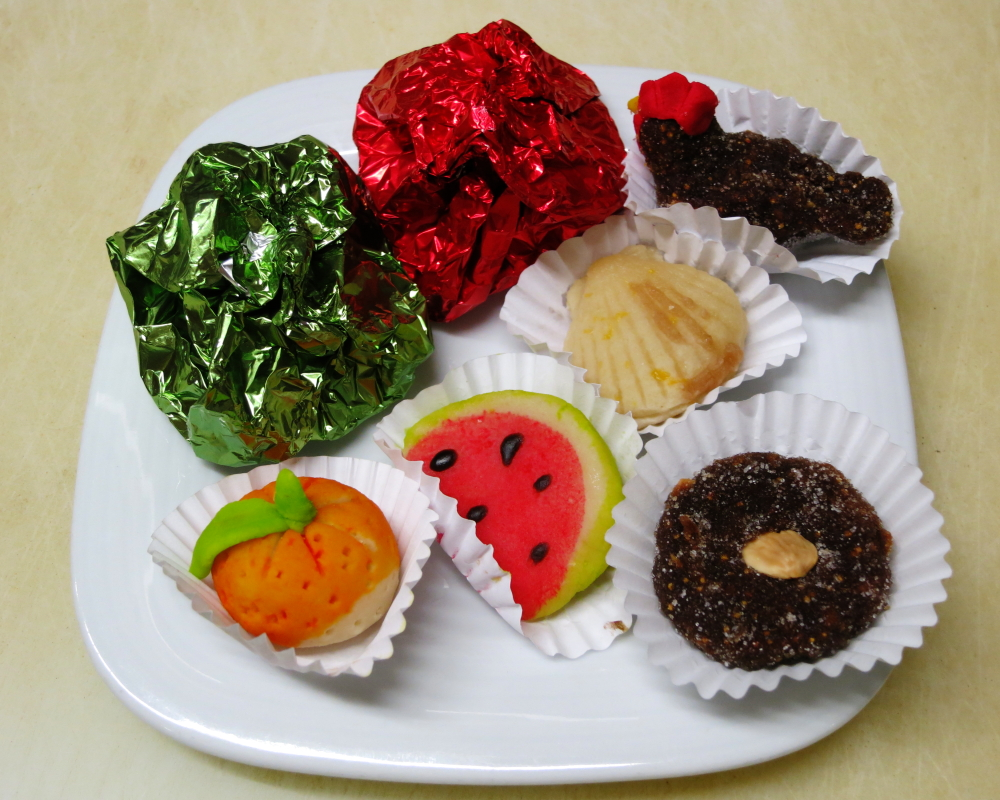
Doces do Algarve (Dom Rodrigos, bolinhos de doce fino de amêndoa e bolinhos de figo)

- Filhós algarvias das freiras de Tavira
- Morgado
- Queijo de figo
- Queijinhos
- Dom Rodrigos
- Massapão
- Pudim da Serra
- Torta de alfarroba
- Torta de amêndoa
- Torta de laranja

### Madeira

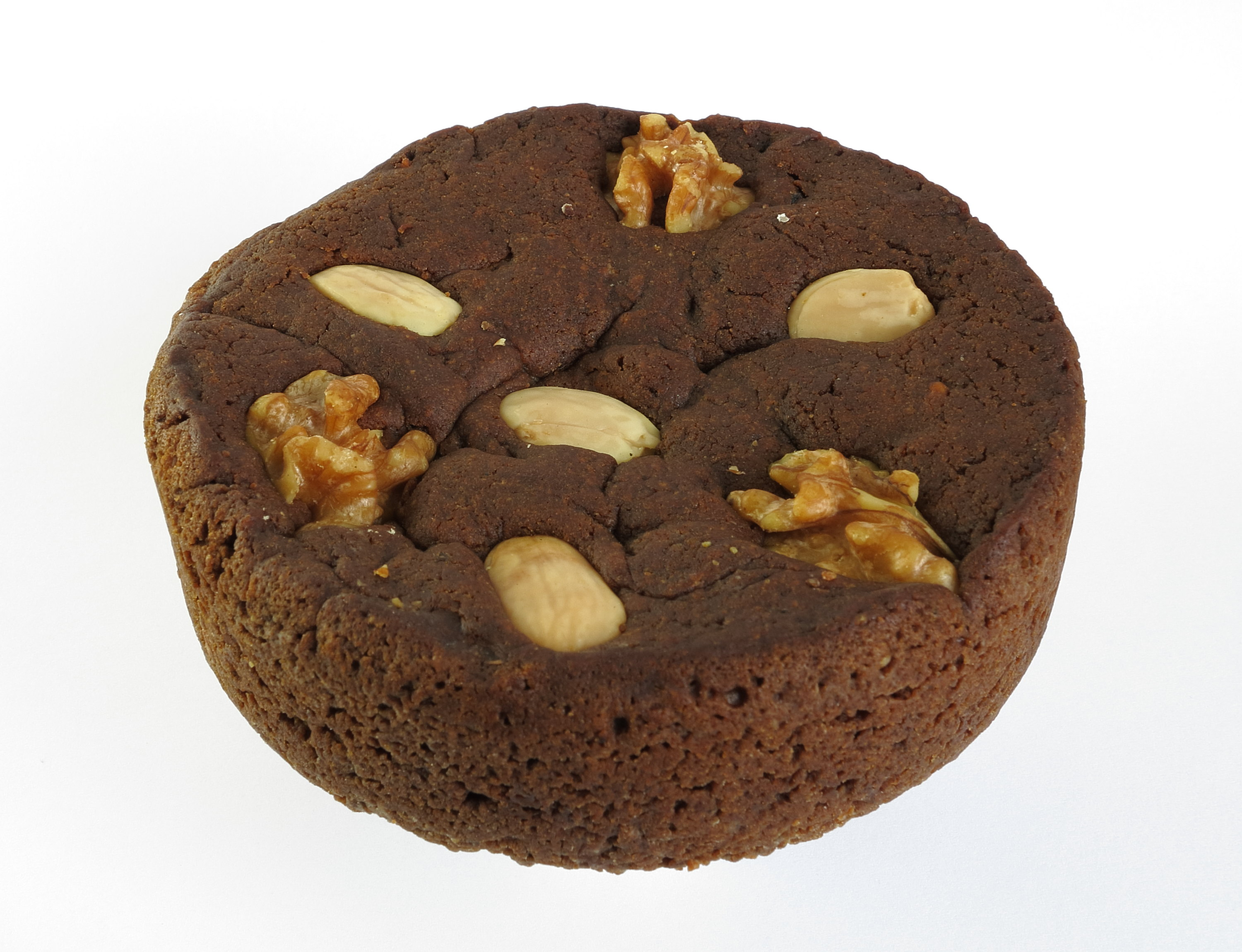
Bolo de mel

- Bolo preto
- Bolos de mel da Madeira
- Bolinhos de azeite
- Mexericos de freiras
- Rabanadas de Vinho da Madeira
- Frangolho
- Creme de chocolate madeirense

### Açores
- Malassada